# Henri Sommer
Henri Sommer (1926 - 1984), was een Zwitsers politicus. Hij was lid van de Sociaal-Democratische Partij van Zwitserland (SP) en van de Regeringsraad van het kanton Bern. 
Henri Sommer was van 1 juni 1982 tot 31 mei 1983 voorzitter van de Regeringsraad (dat wil zeggen regeringsleider) van het kanton Bern.